# Ледмозеро (станция)
Ле́дмо́зеро (карел. Liedmajärvi, фин. Lietmajärvi) — узловая железнодорожная станция на 271,9 км Западно-Карельской магистрали. Находится в одноимённом посёлке Муезерского района Республики Карелия.

## Общие сведения
Станция была открыта 25 ноября 1964 года в составе второй очереди Западно-Карельской магистрали.
Путевое развитие составляет пять путей. В западном направлении от станции отходит ветка на Костомукшу, продолжающаяся далее в Финляндию. В декабре 2001 года после завершения строительства, начатого в 1992 году, была открыта ветка Кочкома — Ледмозеро II. При строительстве линии Кочкома — Ледмозеро линию на Юшкозеро подняли на путепровод над только что построенной линией. Путепровод проходит и над автодорогой А137 «Кочкома — Костомукша», пролегающей рядом с новой линией, южнее её. Новая линия примкнула к линии Ледмозеро — Костомукша, на месте примыкания построена станция Ледмозеро-2. Всю линию Кочкома — Ледмозеро-2 — Костомукша готовили к электрификации (установлены опоры контактной сети), однако на сегодняшний день (декабрь 2019 г.) речи о об этом не идёт. Пассажирского движения на новой линии до 2022 года не было; в 2022 году запущен пригородный поезд Костомукша — Беломорск. Все станции законсервированы, кроме станции Пертозеро.

## Пассажирское движение
По состоянию на 2019 год по станции проходят пассажирские поезда дальнего следования: № 680 сообщением Петрозаводск — Костомукша — Петрозаводск и № 350 сообщением Санкт-Петербург — Костомукша — Санкт-Петербург.

До 1 октября 2014 года курсировал пригородный поезд сообщением Ледмозеро — Юшкозеро, отменён по причине убыточности.
Летом 2022 года запущен пригородный поезд Костомукша — Суккозеро — Лендеры.
| Круглогодичное обращение поездов                    |
| --------------------------------------------------- |
| Костомукша — Санкт-Петербург № 350В                 |
| Санкт-Петербург — Костомукша № 350А                 |
| Костомукша — Петрозаводск № 350В (Бесперес. вагоны) |
| Петрозаводск — Костомукша № 682А (Бесперес. вагоны) |

| Сезонное обращение поездов                |
| ----------------------------------------- |
| Костомукша — Петрозаводск № 680А          |
| Петрозаводск — Костомукша № 680Ч          |
| Костомукша-Анапа № 680А (Бесперес. вагон) |
| Анапа-Костомукша № 293С (Бесперес. вагон) |

| Пригородное обращение по станции |
| -------------------------------- |
| Костомукша — Лендеры № 6674/6673 |
| Лендеры — Костомукша № 6671/6672 |

## Галерея

Станция Ледмозеро
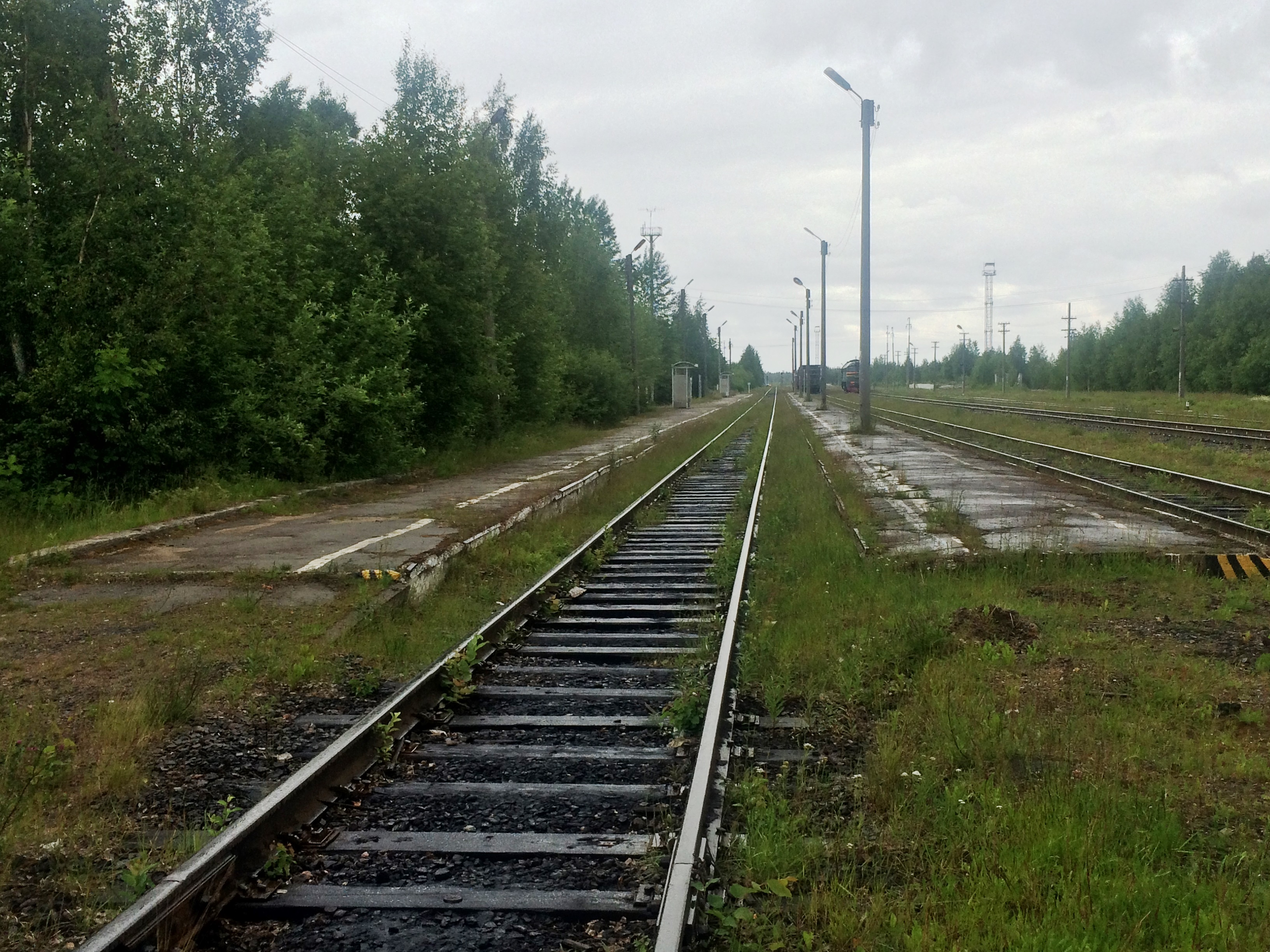
Пассажирские платформы, вид на север.
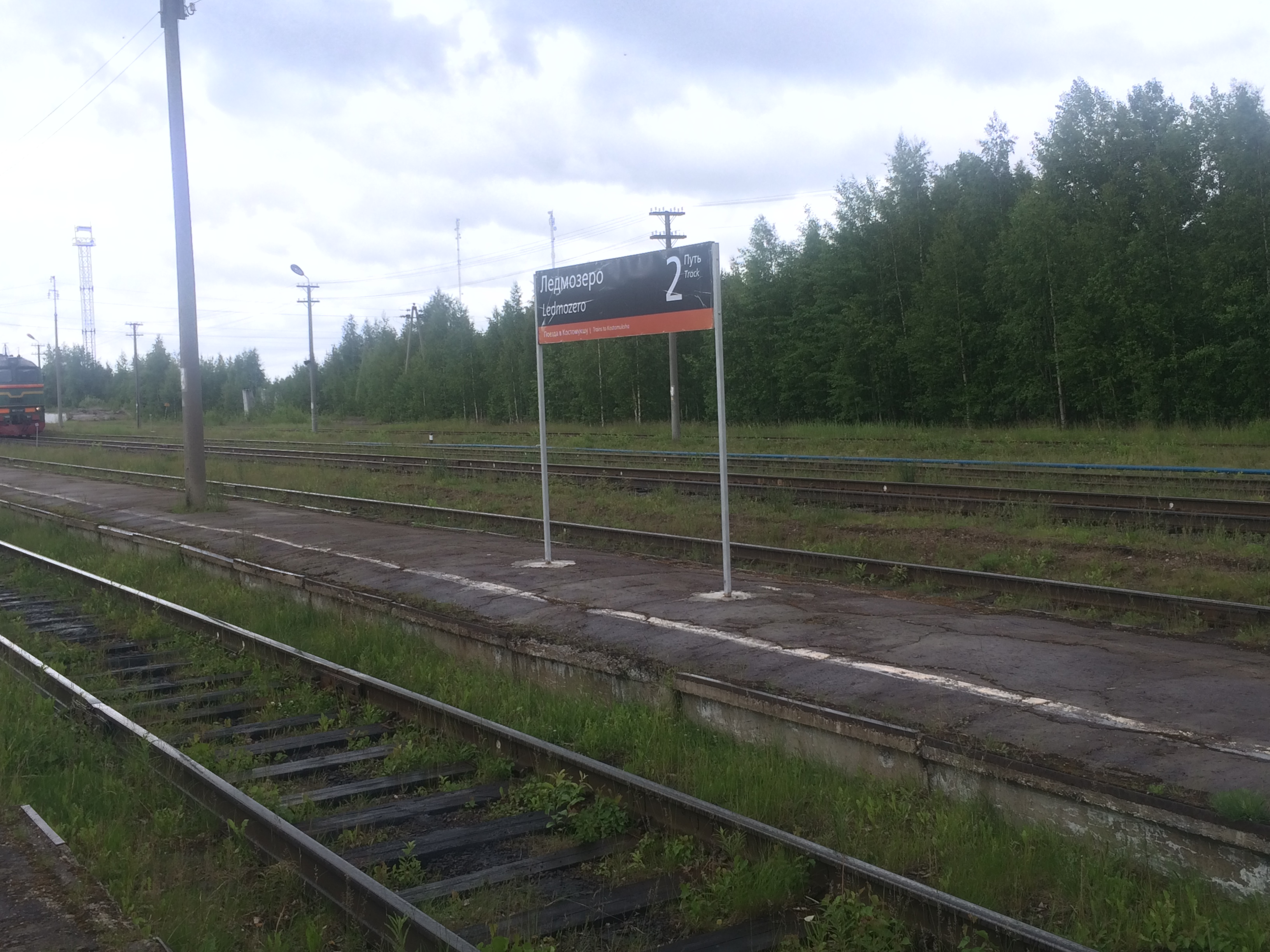
Платформа №2.
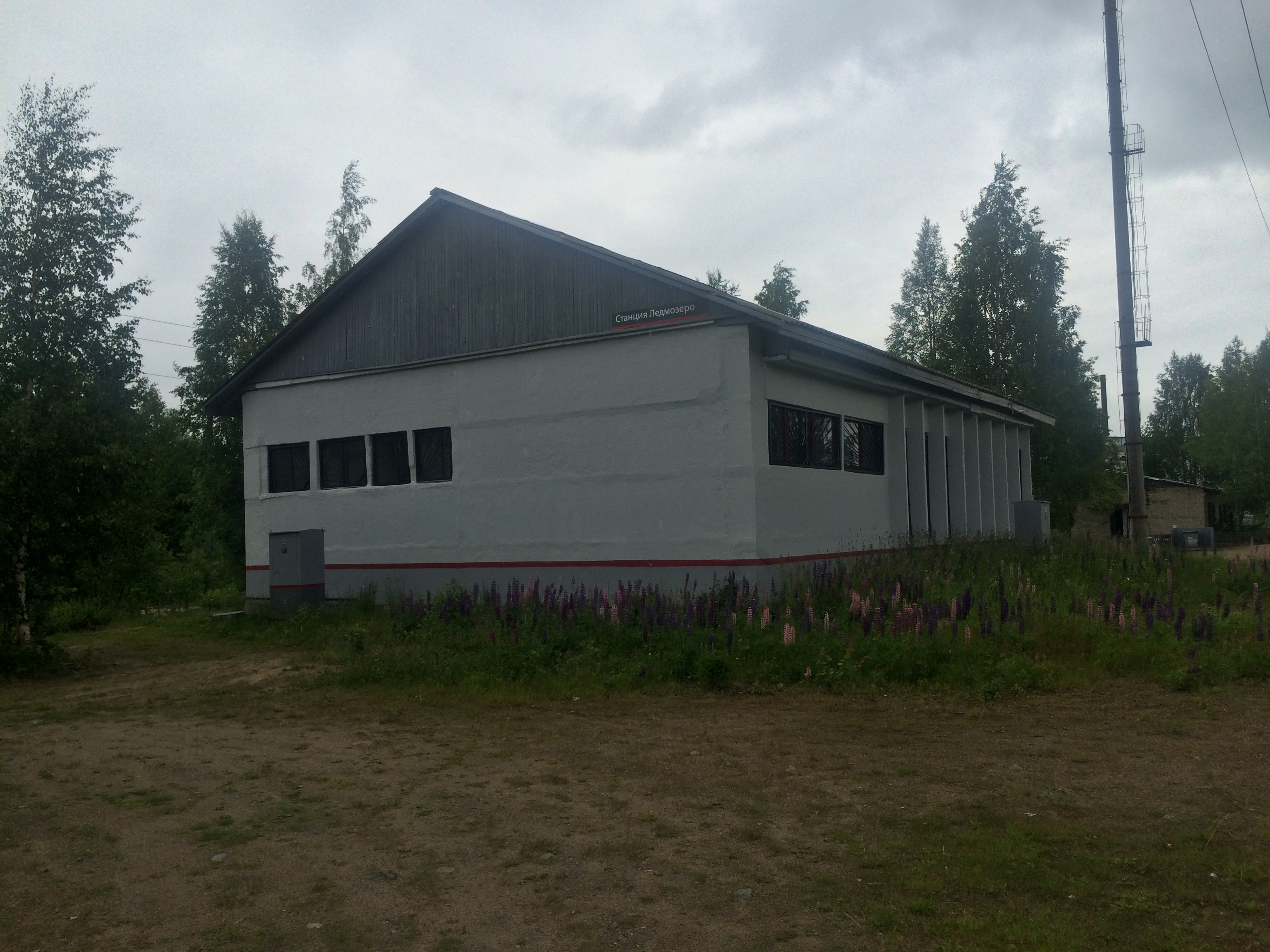
Пост ЭЦ.
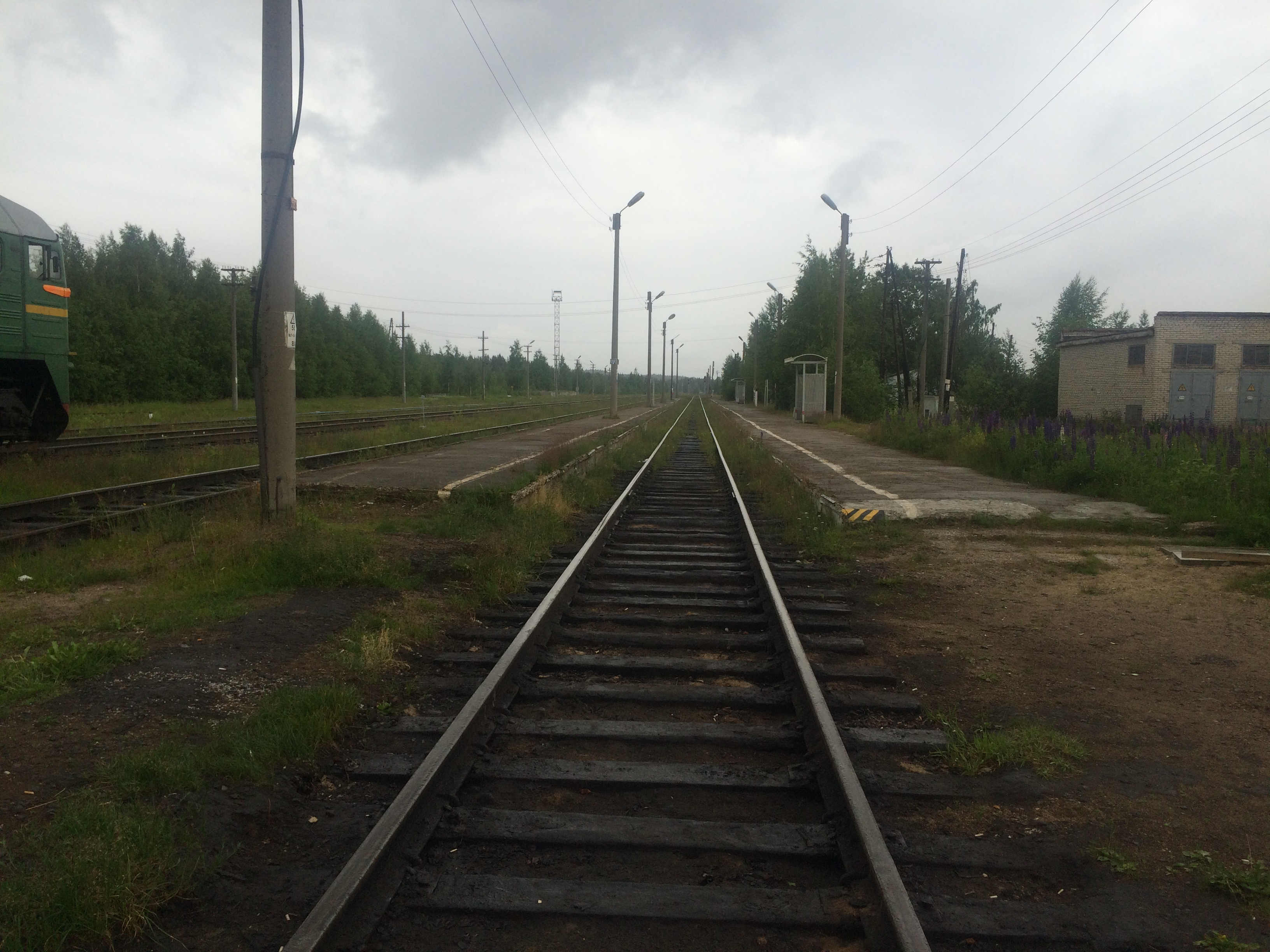
Пассажирские платформы. Вид на юг.
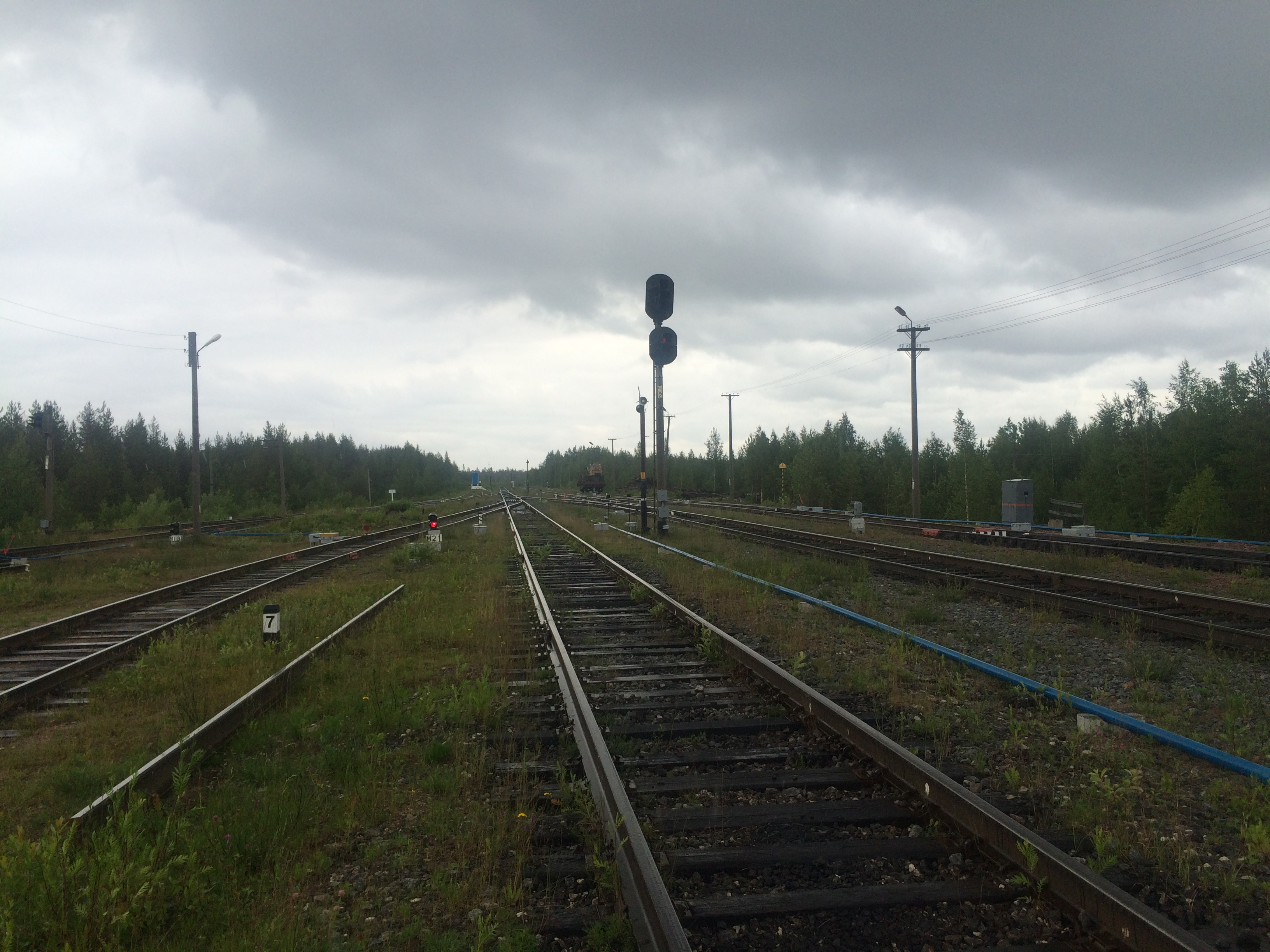
Пути станции. Вид на север.